# R comme Roger
Pour les articles homonymes, voir Baxter.
Pour plus de détails, voir Fiche technique et Distribution.
R comme Roger (Baxter!) est un film britannique réalisé par Lionel Jeffries, sorti en 1973.

## Synopsis
Roger Baxter (Scott Jacoby), un jeune Américain souffrant d'un trouble de l'élocution, part vivre à Londres avec sa mère (Lynn Carlin) après le divorce de ses parents. Il a du mal à prononcer la lettre R et, à l'école, il se rapproche de son orthophoniste (Patricia Neal). Il se lie d'amitié avec sa voisine du dessus, Chris Bentley (Britt Ekland), qu'il rencontre dans l'ascenseur, et son mari français, Roger Tunnell (Jean-Pierre Cassel). Il fait également la connaissance de Nemo (Sally Thomsett), une fille qui habite en face de son appartement. Ses parents sont extrêmement égocentriques et négligents, et il se sent isolé dans une ville inconnue. Il finit par sombrer dans une dépression émotionnelle.

## Fiche technique
- Titre français : R comme Roger[1]
- Titre original : Baxter!
- Réalisation : Lionel Jeffries
- Scénario : Reginald Rose, Michel Audiard[2],[1] d'après le roman de Kin Platt
- Photographie : Geoffrey Unsworth
- Musique : Michael J. Lewis
- Pays d'origine : Royaume-Uni
- Format : Couleurs - 1,85:1 - Mono
- Genre : drame
- Date de sortie : 
  - France : 27 mars 1974[1]

## Distribution
- Scott Jacoby : Roger Baxter
- Britt Ekland : Chris Bentley
- Lynn Carlin : Mme Baxter
- Patricia Neal : Dr Clemm
- Jean-Pierre Cassel : Roger Tunnell
- Sally Thomsett : Nemo
- Paul Eddington : Mr Rawling
- Paul Maxwell : Mr Baxter
- Ian Thompson : Dr Walsh
- Dorothy Alison : Nurse Kennedy
- Allan Warren : Photographe (non crédité)